# 41. ceremonia wręczenia nagród David di Donatello
41. ceremonia wręczenia włoskich nagród filmowych David di Donatello odbyła się 8 czerwca 1996 roku w Teatro Eliseo w Rzymie.

## Laureaci i nominowani
Laureaci nagród wyróżnieni są wytłuszczeniem.

### Najlepszy film
- Ferie d'agosto (reż. Paolo Virzì)
- Celluloide (reż. Carlo Lizzani)
- Ukryte pragnienia (tytuł oryg. Stealing Beauty, reż. Bernardo Bertolucci)
- Sprzedawca marzeń (tytuł oryg. L'uomo delle stelle, reż. Giuseppe Tornatore)

### Najlepszy debiutujący reżyser
- Stefano Incerti - Il verificatore
- Mimmo Calopresti - Drugi raz
- Leonardo Pieraccioni - I laureati

### Najlepszy reżyser
- Giuseppe Tornatore - Sprzedawca marzeń (tytuł oryg. L'uomo delle stelle)
- Bernardo Bertolucci - Ukryte pragnienia (tytuł oryg. Stealing Beauty)
- Carlo Lizzani - Celluloide
- Paolo Virzì - Ferie d'agosto

### Najlepszy scenariusz
- Furio Scarpelli, Ugo Pirro i Carlo Lizzani - Celluloide
- Francesco Bruni i Paolo Virzì - Ferie d'agosto
- Fabio Rinaudo i Giuseppe Tornatore - Sprzedawca marzeń (tytuł oryg. L'uomo delle stelle)

### Najlepszy producent
- Pietro Innocenzi i Roberto Di Girolamo - Palermo Mediolan pod eskortą (tytuł oryg. Palermo Milano solo andata)
- Angelo Barbagallo i Nanni Moretti - Drugi raz
- Amedeo Pagani - Spojrzenie Odyseusza (tytuł oryg. To Vlemma tou Odyssea)

### Najlepsza aktorka
- Valeria Bruni Tedeschi - Drugi raz
- Lina Sastri - Celluloide
- Laura Morante - Ferie d'agosto
- Virna Lisi - Idź, gdzie niesie cię serce (tytuł oryg. Va' dove ti porta il cuore)

### Najlepszy aktor
- Giancarlo Giannini - Celluloide
- Sergio Castellitto - Sprzedawca marzeń (tytuł oryg. L'uomo delle stelle)
- Ennio Fantastichini - Ferie d'agosto
- Giancarlo Giannini - Palermo Mediolan pod eskortą (tytuł oryg. Palermo Milano solo andata)

### Najlepsza aktorka drugoplanowa
- Marina Confalone - Drugi raz
- Stefania Sandrelli - Ninfa plebea
- Lina Sastri - Vite strozzate

### Najlepszy aktor drugoplanowy
- Leopoldo Trieste - Sprzedawca marzeń (tytuł oryg. L'uomo delle stelle)
- Raoul Bova - Palermo Mediolan pod eskortą (tytuł oryg. Palermo Milano solo andata)
- Alessandro Haber - I laureati

### Najlepszy aktor zagraniczny
- Harvey Keitel - Dym (tytuł oryg. Smoke)

### Najlepsza aktorka zagraniczna
- Susan Sarandon - Przed egzekucją (tytuł oryg. Dead Man Walking)

### Najlepsze zdjęcia
- Alfio Contini - Po tamtej stronie chmur (tytuł oryg. Al di là delle nuvole)
- Darius Khondji - Ukryte pragnienia (tytuł oryg. Stealing Beauty)
- Dante Spinotti - Sprzedawca marzeń (tytuł oryg. L'uomo delle stelle)

### Najlepsza muzyka
- Manuel De Sica - Celluloide
- Ennio Morricone - Sprzedawca marzeń (tytuł oryg. L'uomo delle stelle)
- Armando Trovaioli - Romanzo di un giovane povero

### Najlepsza scenografia
- Francesco Bronzi - Sprzedawca marzeń (tytuł oryg. L'uomo delle stelle)
- Enrico Job - Ninfa plebea
- Gianni Silvestri - Ukryte pragnienia (tytuł oryg. Stealing Beauty)

### Najlepsze kostiumy
- Jenny Beavan - Jane Eyre
- Beatrice Bordone - Sprzedawca marzeń (tytuł oryg. L'uomo delle stelle)
- Luciano Sagoni - Celluloide

### Najlepszy montaż
- Cecilia Zanuso - Pasolini, un delitto italiano
- Ugo De Rossi - Palermo Mediolan pod eskortą (tytuł oryg. Palermo Milano solo andata)
- Massimo Quaglia - Sprzedawca marzeń (tytuł oryg. L'uomo delle stelle)
- Pietro Scalia - Ukryte pragnienia (tytuł oryg. Stealing Beauty)
- Carla Simoncelli - Vite strozzate

### Najlepszy dźwięk
- Giancarlo Laurenzi - Palermo Mediolan pod eskortą (tytuł oryg. Palermo Milano solo andata)
- Massimo Loffredi - Sprzedawca marzeń (tytuł oryg. L'uomo delle stelle)
- Alessandro Zanon - Drugi raz

### Najlepszy film zagraniczny
- Nelly i pan Arnaud (tytuł oryg. Nelly et monsieur Arnaud, reż. Claude Sautet)

### Nagroda specjalna
- Virna Lisi
- Rita Cecchi Gori
- Aurelio De Laurentiis
- Giovanni Di Clemente

### Nagroda David za całokształt kariery z okazji 40. rocznicy
Nagroda David di Donatello w 1996 r. obchodziła swoje 40-lecie.
- Vittorio Gassman
- Gina Lollobrigida